# Össeby-Garns församling
Össeby-Garns församling var en församling i Svenska kyrkan i Stockholms stift och i Vallentuna kommun. Församlingen uppgick 2006 i Össeby församling.

## Administrativ historik
Församlingen har medeltida ursprung under namnet Össeby församling eller Ösby församling. 1838 införlivades Garns församling och församlingen namnändrades till Össeby-Garns församling.
Församlingen var till 1838 i pastorat med Garns församling, som moderförsamling till 1500-talet därefter som annexförsamling. Efter sammanslagningen 1838 till 1 maj 1923 utgjorde församlingen ett eget pastorat för att därefter till 2006 vara moderförsamling i pastoratet Össeby-Garn, Vada och Angarn som 1962 utökades med Kårsta församling. Församlingen uppgick 2006 i Össeby församling.

## Kyrkobyggnader
- Össeby-Garns kyrka, ursprungligen Garns kyrka
- Össeby kyrkoruin, ursprungligen Össeby kyrka